# Acrobat (utwór U2)
Acrobat to piosenka rockowej grupy U2, pochodząca z jej wydanego w 1991 roku albumu, Achtung Baby. Mimo iż zyskała ona dużą popularność wśród fanów, po raz pierwszy została wykonana na żywo dopiero 2 maja 2018 roku, podczas trasy koncertowej Experience + Innocence Tour. Można ją także usłyszeć na nagraniach Zoo TV: Outside Broadcast Tour, podczas prób w Hershey.
W specjalnym wywiadzie dla telewizji HBO, Bono powiedział, że piosenka opowiada o byciu hipokrytą. Jako potwierdzenie swego zdania przytoczył fragment utworu: "I must be an acrobat, to talk like this and act like that...", który według niego jest także doskonałym opisem hipokryty.
Grupa Kane nagrała cover piosenki, który następnie został wydany na jej albumie CD/DVD With or Without You, w pełni poświęconym U2.